# Tatiana Salem Levy
Tatiana Salem Levy (Lisboa, 24 de janeiro de 1979) é uma escritora brasileira.   

## Biografia
Descendente de sefarditas turcos, Tatiana Salem Levy nasceu durante a Ditadura Militar, quando a família estava exilada em Portugal. Nove meses depois do nascimento, voltaram para o Brasil, beneficiados pela Lei da Anistia brasileira.
Depois da conclusão do curso de graduação em Letras pela UFRJ em 1999, concluiu um mestrado em Estudos Literários, em 2002, pela PUC-Rio, com a  dissertação, intitulada A Experiência de Fora: Blanchot, Foucault e Deleuze, que foi publicada pela editora Relume Dumará, em 2003 e pela Civilização Brasileira em 2010. 
Morou na França e nos EUA no período do doutorado, concluído em 2007, também pela PUC-Rio. É tradutora de francês. .
Atualmente, vive entre Rio de Janeiro e Lisboa. 

## Carreira literária
Escreveu contos incluídos nas coletâneas Paralelos (2004), 25 Mulheres que Estão Fazendo a Nova Literatura Brasileira (2005), Recontando Machado (2008), Dicionário Amoroso da Língua Portuguesa (2009), Primos, Se não houvesse amanhã, entre outros.
A Chave de Casa (2007) é seu primeiro romance, com elementos autobiográficos. A narradora, assim como a autora, é uma brasileira descendente de judeus turcos que foram expulsos de Portugal pela Santa Inquisição. Ela recebe do avô a chave de uma casa e a missão de procurar a antiga casa da família em Esmirna, na Turquia, para que ele possa se reencontrar com seus parentes.
O romance foi publicado no Brasil pela Editora Record e em Portugal pela Livros Cotovia. A obra valeu à autora o Prêmio São Paulo de 2008 na categoria Melhor Livro de Autor Estreante. Também foi finalista do Prêmio Jabuti e do Zaffari&Bourbon. Foi publicado também na França, Itália, Espanha, Romênia, Turquia, Austrália. Sairá em Breve no UK e na Croácia.
Em 2010, organizou a coletânea de contos Primos, também publicada pela Editora Record. O livro reúne histórias escritas por autores brasileiros descendentes de árabes e de judeus.
Seu segundo romance, Dois rios, a história de dois irmãos que se apaixonam por uma francesa, foi publicado pela Record em 2011 Foi publicado também em Portugal, Itália e França.
Em 2012 Tatiana foi selecionada como um dos 20 melhores jovens escritores da revista britânica Granta, que inclui seu conto "O Rio Sua".  No Brasil, a revista Granta é publicada pelo selo "Alfaguara", que pertence à editora Objetiva. Participou de antologias de contos em diversos países, como Suécia, Finlândia, México, França, Israel, Estados Unidos, Alemanha, entre outros.
Publicou dois livros infantis, Curupira Pirapora (Tinta da China, Prêmio da FNLIJ) e Tanto Mar (prêmio da ABL) Um dos seus mais recentes romances, Paraíso, foi publicado no Brasil no final de 2014, pela editora Foz. Em 2022, foi finalista do Prémio Oceanos e do Prémio São Paulo de Literatura com a obra Vista Chinesa.
Desde maio de 2014, é colunista do jornal Valor Econômico.
Sobre seu conto "Tempo Perdido", afirmou o escritor britânico Ian McEwan: "I thought it was a wonderful story that wears its symbolism very lightly. I was very touched."[carece de fontes?]

## Obras
- A experiência do fora : Blanchot, Foucault e Deleuze (2003);
- Dois rios (2011);
- A Chave de Casa (2013);
- Tanto Mar (2013);
- Paraíso (2014);
- O Mundo não vai acabar (2017);
- Vista Chinesa (2021);
- Melhor não contar (2024)

## Ligações Externas
Entrevista de Carlos Vaz Marques, na rádio TSF em 2007.1ºParte
2ºParte
3ºParte